# Andrea Antonio Silverio Minucci
Andrea Antonio Silverio Minucci (Serravalle, 20 giugno 1724 – Fermo, 29 gennaio 1803) è stato un arcivescovo cattolico italiano.

## Biografia
Nacque il 20 giugno 1724.
Il 7 maggio 1747 fu ordinato sacerdote dal vescovo di Ceneda Lorenzo Da Ponte.
Il 28 marzo 1757 fu eletto vescovo di Feltre. Ricevette la consacrazione episcopale il 3 aprile per l'imposizione delle mani del cardinale Giorgio Doria, co-consacranti l'arcivescovo titolare di Nazianzo Giambattista Bortoli, suo predecessore, ed il vescovo di Montalto Leonardo Cecconi.
Nel 1760 celebrò il sinodo diocesano. Il 30 novembre 1776 conferì la consacrazione episcopale al vescovo di Trento Pietro Vigilio Thun.
Il 15 dicembre 1777 fu trasferito alla sede vescovile di Rimini.
Il 20 settembre 1779 fu promosso arcivescovo metropolita di Fermo.
Riedificò la cattedrale metropolitana, riformò il seminario, ampliò il palazzo arcivescovile.
Il 25 luglio 1790 conferì la consacrazione episcopale all'arcivescovo titolare di Nisibi Cesare Brancadoro.
Morì il 29 gennaio 1803.

## Genealogia episcopale e successione apostolica
La genealogia episcopale è:
- Cardinale Scipione Rebiba
- Cardinale Giulio Antonio Santori
- Cardinale Girolamo Bernerio, O.P.
- Arcivescovo Galeazzo Sanvitale
- Cardinale Ludovico Ludovisi
- Cardinale Luigi Caetani
- Cardinale Ulderico Carpegna
- Cardinale Paluzzo Paluzzi Altieri degli Albertoni
- Papa Benedetto XIII
- Papa Benedetto XIV
- Cardinale Giorgio Doria
- Arcivescovo Andrea Antonio Silverio Minucci

La successione apostolica è:
- Vescovo Pietro Vigilio Thun (1776)
- Cardinale Cesare Brancadoro (1790)